# Leif Holmgren
Leif Holmgren, född 25 maj 1953 i Kiruna,  är en svensk ishockeytränare och före detta ishockeyspelare med, framförallt, AIK under 1970- och 1980-talet. Han vann SM-guld två gånger med AIK och blev uttagen i Sveriges All Star Team 1979.
Internationellt erövrade han en olympisk bronsmedalj vid de Olympiska vinterspelen 1980 i Lake Placid i USA, samt en bronsmedalj vid VM 1979 i dåvarande Sovjetunionen.
Han spelade totalt 98 matcher i svenska landslaget, varav 80 i Sveriges herrlandslag i ishockey, 8 i Sveriges B-landslag i ishockey och 10 i Sveriges herrjuniorlandslag i ishockey.
Efter sin aktiva karriär har han arbetat som tränare för bland annat Väsby IK Hockey. Leif var med sin son Peter tränare för Vallentunalaget Ormsta HC:s 94:or mellan 2008 och 2010.

## Meriter
- VM-brons 1979
- OS-brons 1980
- EM-brons 1978, 1979, 1983
- SM-guld 1982, 1984
- Sveriges All Star Team 1979
- Stora Grabbars Märke nummer 106

## Klubbar
- IFK Kiruna (moderklubb)
- AIK 1971-1984 Division 1/Elitserien
- IF Vallentuna BK 1984-1985 Division 1
- AIK 1985-1986 Elitserien